# Paramisophria mediterranea
Paramisophria mediterranea is een eenoogkreeftjessoort uit de familie van de Arietellidae. De wetenschappelijke naam van de soort is voor het eerst geldig gepubliceerd in 2000 door Jaume, Cartes & Boxshall.